# 涪陵县 (西汉)
涪陵县，中国旧县名，位于今重庆市东南部，县治在今彭水苗族土家族自治县郁山镇。

## 历史沿革
涪陵位于涪水沿岸，先秦时为巴国地，秦时为巴郡南部。西汉建元元年（前140年），置涪陵县，属巴郡
。新朝始建国元年（9年）改涪陵县为巴亭，东汉建武元年（25年）废巴亭、复置涪陵县。建安六年（201年），析涪陵县地置涪陵、丹兴、汉葭、永宁四县，为巴东属国。。蜀汉章武元年（221年），改巴东属国为涪陵郡，后来永宁县更名为万宁县，延熙十三年（250年）增设汉平县
西晋太康元年（280年），涪陵郡治迁往汉复县，下辖汉复、涪陵、汉平、汉葭、万宁五县，属梁州。建兴二年（314年）被成攻占。永嘉后涪陵郡地殁蛮僚，县废。

## 后续
东晋永和十二年（356年）复置涪陵郡，治所在枳县南齐时涪陵郡辖汉平、涪陵、汉玫三县。北周保定四年（564年），蛮帅田思鹤归化，以地内附，置奉州，建德三年（574年）改为黔州。隋开皇十三年（593年），置彭水县作为黔州州治，以彭水而得名。大业三年（607年）改黔州为黔安郡。唐武德元年（618年）复改为黔州，天宝元年（742年）改黔中郡，乾元元年（758年）复改为黔州。南宋绍定元年（1228年）升黔州为绍庆府。元朝时绍庆府辖彭水、黔江二县。明洪武四年（1371年），废绍庆府，彭水县属重庆府，十年（1377年）改属涪州.清朝时先隶属于黔彭军民厅，乾隆元年（1736年）属酉阳直隶州。辛亥革命后，彭水县先后隶属于四川省东川道、第八行政督察区、涪陵专区、涪陵地区。1983年彭水县改为彭水苗族土家族自治县，后划给黔江地区，1997年后改属重庆直辖市。